# Kevin Roche

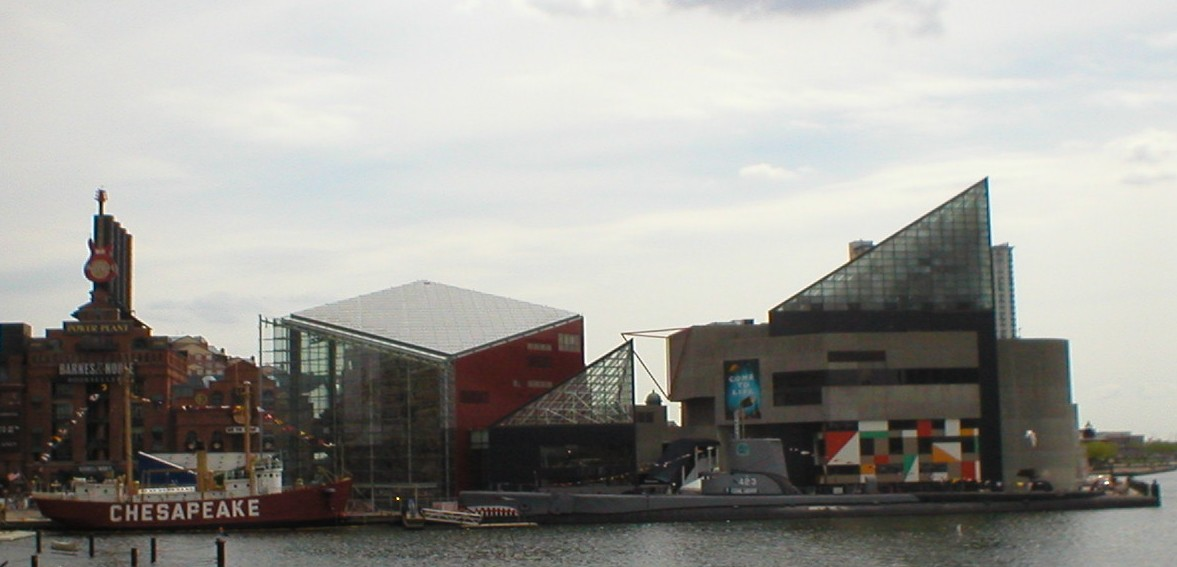
National Acuarium en Baltimore (Estados Unidos).

Kevin Eamonn Roche (Dublín, 14 de junio de 1922-Guilford, Estados Unidos, 1 de marzo de 2019) fue un arquitecto estadounidense de origen irlandés. En 1982 Roche ganó el Premio Pritzker de arquitectura, el máximo galardón de esta especialidad, comparable al Premio Nobel. 

## Biografía
Nació en Dublín, aunque se crio en Mitchelstown, una población pequeña del condado de Cork, donde su padre, Eamon Roche, donde su padre, Eamon Roche, conocido republicano irlandés y preso político, se convirtió en el gerente general de la lechería de la ciudad.
En 1940 comenzó a estudiar arquitectura en la Universidad de Dublín y finalizó en 1945. Durante sus años de estudiante diseñó varios proyectos para los Mitchelstown Creameries. Después de graduarse, Roche trabajó para Michael Scott en Dublín.
En 1948 abandonó Dublín y, tras un breve período en el que trabajó con otros arquitectos, Maxwell Fry en Londres, emigró a los Estados Unidos para estudiar su posgrado con Mies van der Rohe.
Terminada esta época de nueva formación, en el Instituto de Tecnología de Illinois, inició su actividad como empleado en el Illinois Institute of Technology (1948-1949) y en la oficina de planificación de la UNO. A partir de 1950 trabajó como ayudante en el departamento de planificación de Eero Saarinen and Associates en Bloomfield Hills, Míchigan, ocupando el puesto de director de 1954 a 1961. A los cinco años se convirtió en socio principal de Saarinen y cuando este falleció en 1961, continuó su labor, asociándose con un ingeniero de estructuras, John Dinkeloo. Junto a él terminó proyectos tan significativos de Saarinen como la terminal de la TWA en el aeropuerto Kennedy de Nueva York o el arco de St. Louis. Definitivamente afincado en los Estados Unidos, Roche adquirió la nacionalidad norteamericana.
Solo en el período de 1962 a 1982 Roche diseñó más de 50 proyectos. Es considerado uno de los arquitectos más creativos en el diseño de edificios con envolvente de vidrio.

## Premios y reconocimientos
Roche recibió numerosos premios honoríficos de universidades, incluida la Universidad Nacional de Irlanda, y se le otorgó un Doctorado en Bellas Artes de la Universidad de Yale. Ha servido en los consejos de administración de numerosas instituciones culturales y es expresidente de la Academia Americana de Artes y Letras. Entre sus otros honores, recibió la Medalla de Oro de la Academia de Arquitectura en 1977.
En 1982 Roche ganó el Premio Pritzker de arquitectura, en 1990 ganó la Medalla de Oro de Arquitectura de la Academia Americana de Artes y Letras y en 1993 recibió otro de los más altos honores, medalla de oro del Instituto Americano de Arquitectos.

## Obras representativas

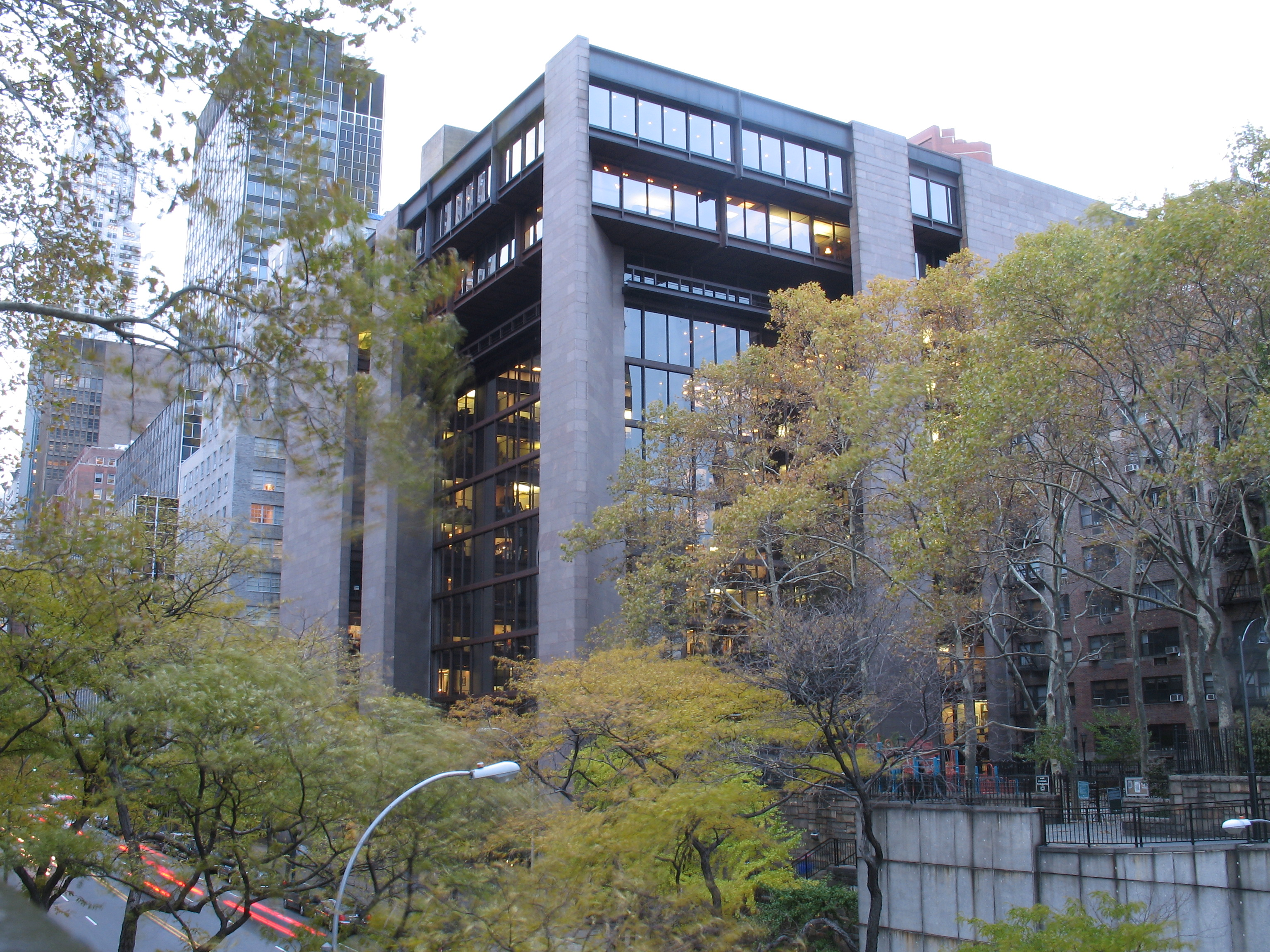
Ford Foundation Building, en el que destaca el gran atrio.

- Fábrica de Cummins Engine (Columbus, Indiana)
- Edificio corporativo Deere and Co. (Moline, Illinois)
- Edificio corporativo General Foods (Rye, Nueva York)
- Ampliación del Museo Metropolitano (Nueva York)
- Oakland Museum of California (California)
- Ford Foundation Building (Nueva York)
- Edificio Nations Bank Plaza (Atlanta)
- Sede corporativa de Bouyges (París)
- Hotel Plaza de las Naciones Unidas (Nueva York)
- Power Center for the Performing Arts, Universidad de Míchigan (Chicago)
- Fine Arts Center, Universidad de Massachusetts (Amherst, Boston)
- Banco Irwin Union and Trust Company Addition
- Edificio College Life Insurance (Indianápolis)
- Edificio Knights of Columbus (New Haven, Connecticut)
- Ciudad Financiera del Banco Santander (Madrid)